# Línea 169 (Montevideo)
La línea 169 es una línea  urbana de Montevideo, que une la Terminal Ciudadela o la Ciudad Vieja con Toledo Chico. En el horario de la noche, la salida es desde la Aduana.

## Características
En los años setenta, su extensión hacia la ciudad de Toledo producto de una normativa departamental debió ser suprimida, obligando a que su último descenso sea en el barrio de Toledo Chico. En el caso del recorrido hacia la ciudad mencionada debió crearse una nueva línea, la línea 269, la cual contaba con la autorización para operar hacia la mencionada ciudad, fuera del territorio de Montevideo. Dicha línea operó por muy poco tiempo.
Entre el año 2017 y fines del 2020 contó con un servicio semidirecto (169SD) con alrededor de 10 salidas en la mañana y 10 en la tarde entre Ciudadela y Toledo Chico. En 2020 dicho servicio fue suprimido.

## Recorridos
Circula por los barrios: Ciudad Vieja, Centro, La Aguada, Goes, Jacinto Vera, Brazo Oriental, Cerrito de la Victoria, Perez Castellanos, Las Acacias, Maroñas, Piedras Blancas, Manga, Puntas de Maga y  Toledo Chico.
| Ida (desde la Aduana) - Juan Lindolfo Cuestas - Buenos Aires - Liniers - San José - Andes - Mercedes - Avenida General Rondeau - Avenida del Libertador - Avenida de las Leyes - Avenida General Flores - Corredor General Flores - Avenida José Belloni - (Estación Manga) - Avenida José Belloni - Avenida de las Instrucciones - Terminal Toledo Chico Ida (Desde Ciudadela, diurno) - Juncal - Piedras - Cerro Largo - Florida - Mercedes, continúa a su ruta habitual... | Vuelta (hacia la Aduana) - Avenida de las Instrucciones - Avenida José Belloni - (Estación Manga) - Avenida José Belloni - Corredor General Flores - Avenida General Flores - Avenida de las Leyes - Avenida del Libertador - La Paz - Avenida General Rondeau - Avenida del Libertador - Avenida Uruguay - Juncal - Cerrito - Juan Lindolfo Cuestas - Terminal Aduana Vuelta (Hacia Ciudadela, diurno) - Ruta anterior - Uruguay - 25 de Mayo - Juncal - Terminal Ciudadela |

## Paradas

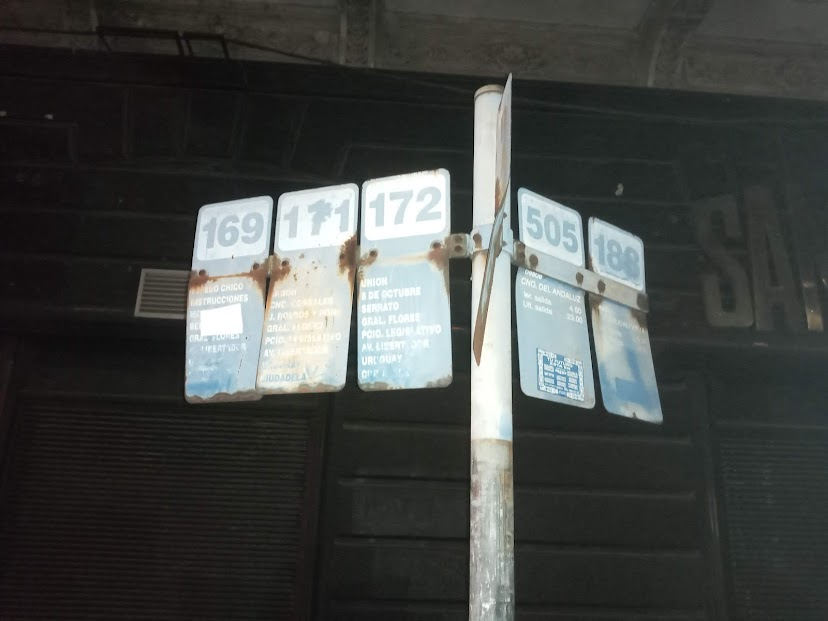
Ejemplo de carteles en una parada, indicando que por allí pasa la 169. A su vez, se puede ver cartelera de líneas suprimidas -171 y 172- junto con otras líneas actuales -188 y 505-.

Nº Parada → Calle
| 4041 | Juncal                                                                 |
| 4763 | Bartolomé Mitre                                                        |
| 4764 | Treinta Y Tres                                                         |
| 4765 | Zabala                                                                 |
| 4773 | Pérez Castellano                                                       |
| 4774 | Guaraní                                                                |
| 5106 | 25 de Mayo                                                             |
| 4929 | Washington                                                             |
| 4769 | Guaraní                                                                |
| 4770 | Colón                                                                  |
| 4771 | Misiones                                                               |
| 4772 | Ituzaingó                                                              |
| 5108 | Juan Carlos Gómez                                                      |
| 5109 | 18 de Julio                                                            |
| 4021 | Convención                                                             |
| 4022 | Río Negro                                                              |
| 3926 | Av Uruguay                                                             |
| 3997 | Galicia                                                                |
| 3998 | Valparaíso                                                             |
| 3999 | Nueva York                                                             |
| 4000 | Venezuela                                                              |
| 3665 | Hocquart                                                               |
| 5248 | Yatay                                                                  |
| 3803 | Isidoro De Maria                                                       |
| 2417 | Libres                                                                 |
| 3883 | Domingo Aramburu                                                       |
| 2418 | Rivadavia                                                              |
| 3805 | Av Gral Jose Garibaldi                                                 |
| 3806 | Dr. Gustavo Gallinal                                                   |
| 3807 | Bv Gral Artigas                                                        |
| 2340 | Av Luis Alberto De Herrera                                             |
| 2341 | Juan Jose Quesada                                                      |
| 2221 | Tte Cnel Euclides A Salari                                             |
| 2222 | Dr Hector Luis Odriozola                                               |
| 4833 | Santiago Sierra                                                        |
| 2223 | Pte Ing Jose Serrato                                                   |
| 2225 | Honduras                                                               |
| 2227 | Cno Corrales                                                           |
| 2228 | Carreras Nacionales                                                    |
| 2229 | Iberia                                                                 |
| 2231 | José María Guerra                                                      |
| 2233 | Hungría                                                                |
| 2234 | Bvr. Aparicio Saravia                                                  |
| 2235 | Maratón                                                                |
| 2236 | Av Jose Belloni                                                        |
| 2237 | Cno. Tte. Galeano                                                      |
| 2238 | Cno. Tte. Rinaldi                                                      |
| 2240 | Cno. Tte. Cap. Mateo Tula Dufort                                       |
| 2241 | Clemente Ruggia                                                        |
| 2242 | Cno. Repetto                                                           |
| 2243 | Previsión                                                              |
| 2244 | Cno. Cap. Coralio. Lacosta                                             |
| 2245 | Eladio Tardáguila                                                      |
| 2246 | Cno. Boiso Lanza                                                       |
| 2247 | Av. de la Aljaba                                                       |
| 2248 | Cno. Carlos Antonio. López                                             |
| 2249 | Cno. Petirrosi                                                         |
| 2250 | Cno. al Paso del Andaluz                                               |
| 2251 | Cno. Los Tangerinos                                                    |
| 2252 | Antiguo Cno. Fénix, Nueva Ruta Perimetral N.º 102                      |
| 2253 | Cno. Benito Bergés                                                     |
| 2254 | Cno. Antares                                                           |
| 2255 | José Baltar                                                            |
| 2256 | Osvaldo Rodríguez                                                      |
| 2257 | Cno. Carlos Linneo                                                     |
| 4467 | Av. de las Instrucciones                                               |
| 1868 | Manzanilla                                                             |
| 4645 | Cno. La Espiga (Centro Espigas)                                        |
| 1869 | Cno. La Calera                                                         |
| 1870 | Frente Número 4652                                                     |
| 1871 | Cno. La Espiga                                                         |
| 4649 | Parada 4649                                                            |
| 1872 | Cno. Las Tres Marías                                                   |
| 1873 | Cno. La Cabra                                                          |
| 4648 | Cno. Toledo Chico                                                      |
| 1875 | Av. de las Instrucciones (Intersección de las Rutas Nacionales 33 y 6) |

| 1876 | Av. de las Instrucciones (Intersección de las Rutas Nacionales 33 y 6) |
| 1877 | Cno. Toledo Chico                                                      |
| 1879 | Cno. La Cabra                                                          |
| 1880 | Cno. Las Tres Marías                                                   |
| 4650 | Parada 4650                                                            |
| 1882 | Cno. La Espiga                                                         |
| 1883 | Cno. La Calera                                                         |
| 1884 | Ortiga                                                                 |
| 4351 | Diorita                                                                |
| 1885 | Diorita                                                                |
| 4468 | Av. de las Instrucciones                                               |
| 2286 | Cno. Carlos Linneo                                                     |
| 2287 | Cno. Osvaldo Rodríguez                                                 |
| 2288 | Cno. José Baltar                                                       |
| 2289 | Cno. Antares                                                           |
| 2290 | Cno. Benito Bergés                                                     |
| 2291 | Antiguo Cno. Fénix (Nueva Ruta Perimetral N.º 102)                     |
| 2292 | Cno. Los Tangerinos                                                    |
| 2293 | Terminal Manga, Cno. al Paso del Andaluz                               |
| 2294 | Cno Petirrosi                                                          |
| 2295 | Av. de la Aljaba                                                       |
| 2297 | Cno. Cap. Coralio Lacosta                                              |
| 2298 | Previsión                                                              |
| 2299 | Cno. Domingo Arena                                                     |
| 2300 | Dr. Bartolomé Vignale                                                  |
| 2302 | Matilde Pacheco de Batlle. y Ordóñez.                                  |
| 2303 | Cno. Tte. Rinaldi                                                      |
| 2304 | Dunant                                                                 |
| 2305 | Av. Gral. Flores                                                       |
| 2400 | Maratón                                                                |
| 2401 | Bv. Aparicio Saravia                                                   |
| 2402 | Jorge Isaac                                                            |
| 2324 | Jose Maria Guerra                                                      |
| 2326 | Salustio                                                               |
| 2327 | Carreras Nacionales                                                    |
| 2328 | Cno. Corrales                                                          |
| 2330 | Chimborazo                                                             |
| 2332 | Francisco Pla                                                          |
| 2333 | Santiago Sierra                                                        |
| 2334 | Bruno Mendez                                                           |
| 2336 | Blvr. José Batlle Y Ordóñez                                            |
| 2337 | Juan José de Quesada                                                   |
| 2338 | Av. Luis Alberto De Herrera                                            |
| 2339 | Bv. Gral. Artigas                                                      |
| 2404 | Chubut                                                                 |
| 2405 | Dr. Gustavo Gallinal                                                   |
| 2406 | Av. Gral. José Garibaldi                                               |
| 2407 | Rivadavia                                                              |
| 2409 | Domingo Aramburu                                                       |
| 2410 | Libres                                                                 |
| 2411 | Isidoro De Maria                                                       |
| 2412 | Av. de las Leyes                                                       |
| 3663 | Guatemala                                                              |
| 3841 | Venezuela                                                              |
| 3842 | Lima                                                                   |
| 3843 | Nueva York                                                             |
| 3844 | Valparaíso                                                             |
| 5985 | Galicia                                                                |
| 3845 | Paysandu                                                               |
| 4615 | Julio Herrera y Obes                                                   |
| 4909 | Convención                                                             |
| 4040 | Florida                                                                |

## Destinos intermedios
IDA
- Instrucciones (Avenida José Belloni y Avenida de las Instrucciones)
- Manga (Avenida José Belloni y Camino Al Paso del Andaluz)
- Piedras Blancas (Avenida José Belloni y Domingo Arena)
- Hipódromo (Avenida General Flores y José María Guerra)

VUELTA
- Bolívar (Avenida Luis Alberto de Herrera y Avenida General Flores)
- Palacio Legislativo
- Ciudadela (Juncal y Piedras)

## Galería
|                                        |
| Histórica unidad Marcopolo Torino 1999 |

|                                     |
| Marcopolo Torino GV en la línea 169 |

|                                          |
| Histórica unidad Leyland en la Línea 169 |